# Masury
Masury ist ein Census-designated place (CDP) im Trumbull County, Ohio, Vereinigte Staaten. Laut der Volkszählung im Jahr 2000 betrug die Bevölkerungszahl 2618.
Masury ist zum größten Teil ein Gebiet des Brookfield Townships, hat aber ein eigenes Postamt und eine eigene Postleitzahl. Alle anderen Einrichtungen, wie Feuerwehr, Polizei und Schulbehörde sind jedoch dieselben wie im restlichen Township.
Masury wird vom United States Census Bureau statistisch als eigene Einheit erhoben, dies hat aber keine Auswirkung auf die Verwaltung, die durch das Brookfield Township erfolgt. Das statistisch erfasste Gebiet von Masury reicht allerdings über die Township-Grenze des Brookfield Townships hinaus und umfasst auch einen kleinen Abschnitt im benachbarten Hubbard Township.

## Geographie
Masury liegt im Osten des Brookfield Townships, das im Südosten des Trumbull Countys gelegen ist. Ein kleiner Teil des Gebiets reicht über die südliche Grenze des Townships hinaus in den nordöstlichen Teil des Churchill Townships. Masury bildet hier die Ostgrenze von Ohio zum Bundesstaat Pennsylvania.

## Geschichte
Masury ist nach Frederick Masury benannt, der im Südwesten des Brookfield Townships im Jahr 1903 eine Sprengstofffabrik, die Masurite Company, gegründet hatte. Masury war Chemiker bei DuPont, als er einen Sprengstoff erfand, den er für viel sicherer hielt als das damals verwendete Dynamit. Er gründete seine Firma hier, weil die Kohlegesellschaften und Steinbrüche in Ohio einen verstärkten Absatz seines Sprengstoffs gewährleisteten. Um die Anlage bildete sich bald eine Siedlung. Die Fabrik wurde 1911 geschlossen, weil die Sprengmittel auf Ammoniumnitrat-Basis durch andere ersetzt wurden.
Am 31. Mai 1985 zerstörte ein Tornado fast vollständig das südliche Industriegebiet von Masury. Der Orkan hatte die Stärke F5 auf der Fujita-Skala, das bedeutet eine Geschwindigkeit von 400 bis 500 km/h. Er kam aus dem Westen, wo er Newton Falls, Lordstown, Niles und Hubbard in Mitleidenschaft gezogen hatte, fegte über den Süden von Masury und verursachte die größten Zerstörungen im benachbarten Wheatland, Pennsylvania, wo zahlreiche Fabriken zerstört wurden. In Masury kam eine Frau ums Leben, insgesamt waren es 88 Menschen, 65 davon starben in Pennsylvania.